# Miguel Rufino Lacy
Miguel Rufino Lacy (19 de julio de 1795 - 20 de septiembre de 1867),  también conocido por la versión inglesa de su nombre como Michael Rophino Lacy, fue un violinista y compositor español de origen irlandés, conocido inicialmente como niño prodigio tras sus exhibiciones musicales por Europa.

## Semblanza
Hijo de Francis Lacy Huges, un comerciante irlandés nacido en el condado de Monaghan y radicado en Bilbao, España, y de su mujer Catalina Mc-Donnell, era el tercero de cuatro hermanos. Comenzó a estudiar violín con cinco años de edad, y se presentó por primera vez ante el público en su ciudad natal como un niño prodigio un año después. En 1802 fue enviado a Burdeos y un año después a París para estudiar con el también violinista Rodolphe Kreutzer. Anunciado como Le Petit Espagnol, actuó ante Napoleón en París a finales de 1804; y en octubre de 1805 apareció en Londres como "The young Spaniard" (El joven español). No comenzó a actuar bajo su nombre real hasta 1807, año en el que se presentó en Dublín junto a Angelica Catalani en la compañía de ópera de Michael Kelly, regresando allí en 1813. Disfrutó de una corta carrera como actor en papeles de comedia, actuando en Dublín, Edimburgo y Glasgow, pero en 1818 reanudó su carrera musical, convirtiéndose en 1820 en líder del ballet en el Kings Theatre de Londres. Compuso o adaptó de otros compositores una serie de óperas y un oratorio, "The Israeltes in Egypt" (Los hijos de Israel en Egipto) (1833), en la que combinaba las tramas del Israel en Egipto de Handel y del Mosè in Egitto de Rossini.
"La fama contemporánea de Lacy se basó principalmente en sus adaptaciones bastante libres al inglés de óperas francesas e italianas de Auber, Mozart, Rossini y otros, que produjo entre 1827 y 1833".
Lacy murió en el barrio de Pentonville de Londres.